# باول ماكهيو
باول ماكهيو (بالإنجليزية: Paul McHugh)‏ هو أكاديمي ومحامي نيوزيلندي، ولد في 1958.